# Visconde de Estremoz

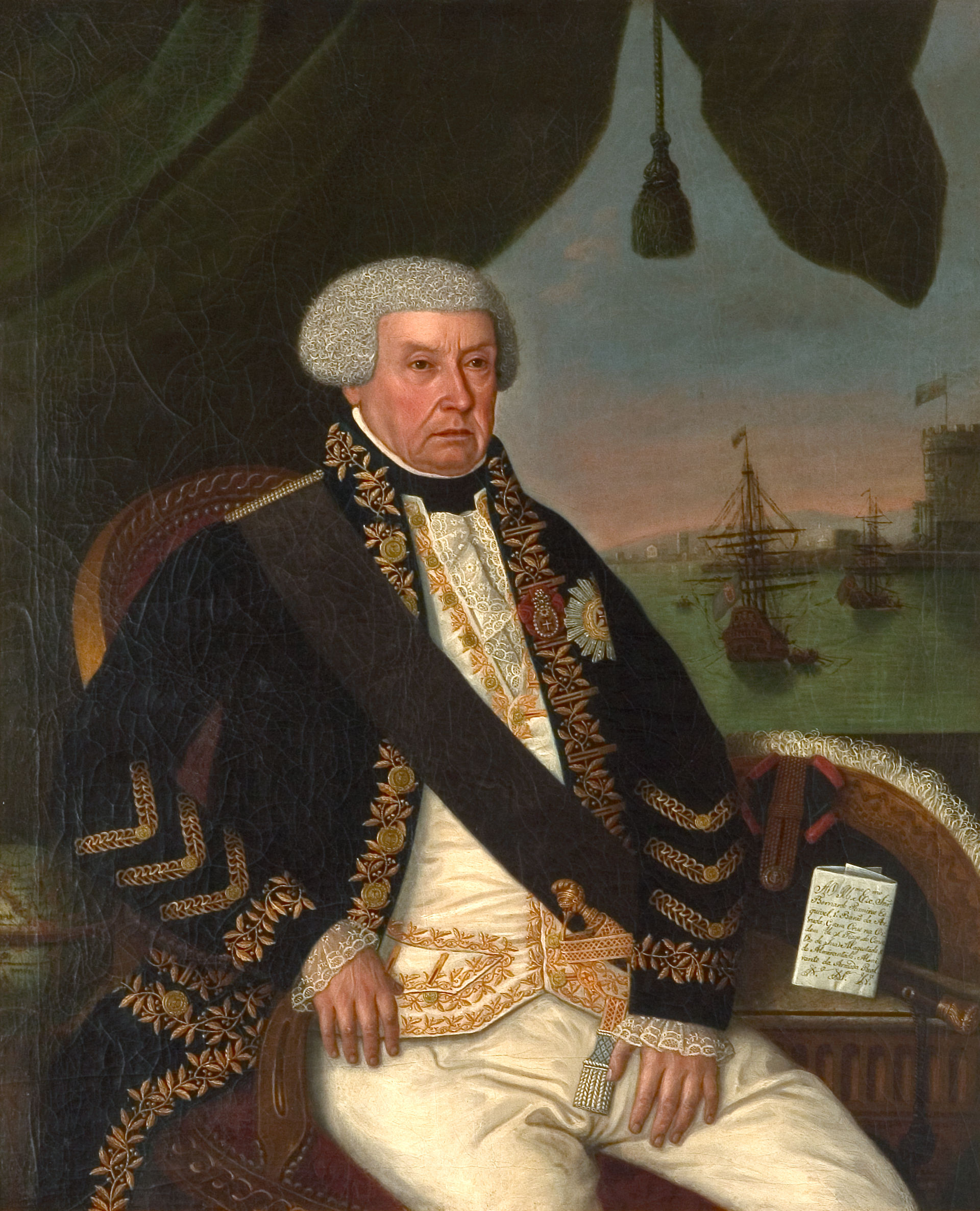
Retrato de D. Bernardo Ramires Esquível

Visconde de Estremoz foi um título nobiliárquico criado por D. Maria I de Portugal a favor de D. Bernardo Ramires Esquível.

## Titulares
1. D. Bernardo Ramires Esquível (1723 - 1812), 1.º Barão de Arruda, Conselheiro de Guerra e do Almirantado, Almirante da Armada Real e Comandante do Corpo da Marinha em Portugal;
2. D. Rui Teles de Meneses e Castro (1780 - ), 2.º Barão de Arruda, Capitão de mar e guerra da Armada Real